# انتیکاینس
انتیکاینس (نام علمی: Antechinus) نام سرده‌ای از جانوران کیسه‌دار گوشتخوار در تیره ستبردمان است که در استرالیا (شامل تاسمانی و چند جزیره دیگر) و گینه نو زندگی می‌کنند. ظاهر این حیوانات به موش‌ها و حشره‌خوارها شباهت دارد و پوستی زبر شبیه به جوجه تیغی دارند. این حیوانات شکارچی هستند و از بی‌مهرگانی چون عنکبوت‌ها، سوسکها و لاروهایشان و شپشه‌ها تغذیه می‌کنند. برخی از گونه‌ها کاملاً زمین‌زی هستند و فقط در سطح زمین شکار می‌کنند و تعدادی دیگر کاملاً بالارونده‌اند و بیشتر آن‌ها در حفره‌های درختان لانه‌سازی می‌کنند.

## گونه‌ها
- موش کیسه‌دار استوایی (Thomas, 1923) (موش کیسه‌دار استوایی)
- موش کیسه‌دار فرز Dickman, et al. 1998 (موش کیسه‌دار فرز)
- Antechinus argentus Baker, Mutton & Hines, 2013 (Silver-headed Antechinus)[۱]
- Antechinus arktos Baker, Mutton, Hines & Van Dyck, 2014 (Black-tailed antechinus)
- موش کیسه‌دار حنایی (Thomas, 1904) (موش کیسه‌دار حنایی)
- موش کیسه‌دار پازرد (Waterhouse, 1837) (موش کیسه‌دار پازرد)
- موش کیسه‌دار اترتون (Thomas, 1923) (موش کیسه‌دار اترتون)
- موش کیسه‌دار دارچین آنتونی فان دیک, 1980 (موش کیسه‌دار دارچین)
- موش کیسه‌دار باتلاق (اتین ژفروآ سن-ایلر, 1803) (موش کیسه‌دار باتلاق)
- Antechinus mysticus Baker, Mutton & van Dyck, 2012 (Buff-footed Antechinus)[۲]
- موش کیسه‌دار استوارت (Macleay, 1841) (موش کیسه‌دار استوارت)
- موش کیسه‌دار زیراستوایی آنتونی فان دیک and Crowther, 2000 (موش کیسه‌دار زیراستوایی)
- موش کیسه‌دار دودی (Waterhouse, 1840) (موش کیسه‌دار دودی)